# Naomi Ellemers
Naomi Ellemers (Amsterdam, 31 januari 1963) is een Nederlands sociaal-psychologe en sinds 1 september 2015 universiteitshoogleraar aan de Universiteit Utrecht.

## Levensloop
Ellemers studeerde sociale psychologie aan de Rijksuniversiteit Groningen tussen 1981 en 1987 en promoveerde in 1991 in Groningen op het proefschrift Identity management strategies. Aansluitend was zij als universitair docent en later hoofddocent werkzaam aan de Vrije Universiteit Amsterdam. Tussen 1999 en 2015 was ze hoogleraar aan de Universiteit Leiden met als leeropdracht de sociale psychologie van de organisatie. Sinds september 2015 is ze universiteitshoogleraar aan de Universiteit Utrecht. In 2019 werd ze benoemd tot honorary professor aan de Universiteit van Queensland in Australië.
Van 2015 tot 2023 was Ellemers lid externe raad van Commissarissen van PricewaterhouseCoopers Nederland (expert cultuur en gedrag).
In de periode 2020-2022 was ze voorzitter van de adviescommissie 'Sociale veiligheid in de Nederlandse wetenschap' van de Koninklijke Nederlandse Akademie van Wetenschappen (KNAW).
Vanaf 2022 is ze lid van de Onderzoekscommissie Gedrag en Cultuur Omroepen (OGCO).

## Werk
In haar onderzoek houdt zij zich bezig met gedachten, emoties en gedrag van mensen in maatschappelijke groepen en werkorganisaties. Enkele belangrijke thema’s zijn diversiteit, inclusie, integriteit en ethiek.
In 2009 ontving ze de KNAW Merianprijs. Het jaar erop ontving zij de prestigieuze Spinozapremie voor haar werk op deze gebieden. In 2018 ontving zij de senior Career Contribution Award van de Society for Personality and Social Psychology. In 2019 ontving zij de Aristoteles Prijs van de Europese Federatie van Psychologie Associaties (EFPA), evenals een eredoctoraat van de UC Louvain in België.
In 2010 werd Ellemers benoemd als lid van de Koninklijke Hollandsche Maatschappij van Wetenschappen, en sinds 2011 is zij ook lid van de Koninklijke Nederlandse Akademie van Wetenschappen (KNAW). In 2014 werd zij gekozen als corresponding fellow van de British Academy for the Humanities and Social Sciences, en in 2020 werd ze gekozen tot lid van de Academia Europaea. In 2022 werd Ellemers opgenomen in de 'Heritage Wall of Fame' van de Society for Personality and Social Psychology en werd ze benoemd tot lid van de American Academy of Arts & Sciences.
Samen met drie andere vooraanstaande vrouwelijke hoogleraren, Ineke Sluiter, Judi Mesman en Eveline Crone, zette ze in 2005 Athena's Angels op, een organisatie die zich inzet voor de belangen van vrouwen in de wetenschap.
Ellemers is een van de hoofdaanvragers en bestuursvoorzitter van het Zwaartekrachtprogramma over Sustainable Cooperation (SCOOP) van de Nederlandse Organisatie voor Wetenschappelijk Onderzoek (NWO). Zij is ook een van de oprichters van de Nederlandse Inclusiviteitsmonitor, een instrument dat organisaties helpt de samenhang en effectiviteit van hun diversiteitsbeleid in kaart te brengen.
Ze werkt samen met verschillende toezichthouders, waaronder de Autoriteit Financiële Markten om toezicht op gedrag en cultuur in organisaties te versterken. 
Ellemers werd twee keer opgenomen in de Opzij Top 100 als een van meest invloedrijke vrouwen van Nederland in de categorie onderwijs en wetenschap: in 2019  en in 2020.

## Onderscheidingen
- Vrije Universiteit Amsterdam: Psychology teaching award (1991)

Honorary Fellowships als erkenning voor een opmerkelijk bijdrage aan de wetenschap:
- Association for Psychological Science (2000)
- Society for Experimental Social Psychology (2009)
- Society for Personality and Social Psychology (2013)
- Royal Holland Society of Sciences and Humanities (KHMW, 2010)
- Koninklijke Nederlandse Akademie van Wetenschappen (KNAW) (2011)
- British Academy for the Humanities and Social Sciences (FBA, 2014)
- Academia Europaea (MAE, 2020)
- Society of Personality and Social Psychology’s Wall of Fame (2022)
- American Academy of Arts and Sciences (2022)
- American Philosophical Society (2023)

Publicatieprijzen:
- Rosabeth Moss Kanter Award for Excellence in Work-Family Research (2009)
- Journal of Organizational Behavior (2010)
- Journal of Financial Regulation and Compliance (2017)
- Women in Financial Services Diversity Resarch Accelerator Award (2017)
- Professional association of public regulators – VIDE (2020)
- Top 15 public relations insights of 2020 – Institute for public relations

Nationale prijzen:
- Merian Award voor vrouwen in de wetenschap (2010, Koninklijke Nederlandse Akademie van Wetenschappen (KNAW)).
- Spinoza Award (2010, Nederlandse Organisatie voor Wetenschappelijk Onderzoek (NWO)), de hoogste Nederlandse onderscheiding in de wetenschap
- Opzij Top 100 als een van meest invloedrijke vrouwen van Nederland in de categorie 'onderwijs en wetenschap'

Internationale prijzen:
- European Award for early achievement (1990, EASP)
- European Award for significant contribution (2008, EASP)
- European Award for service to the field (2017, EASP)
- Senior Career Contribution Award, Society for Personality and Social Psychology (2019)
- ISA Medal for Science, Institute for Advanced Studies, Bologna University (2019)
- Aristotle Prize, European Federation of Psychology Associations (2019)
- Honorary Doctorate, UC Louvain, Belgium (2019)

## Publicaties (selectie)
Ellemers schrijft populariserende teksten over de actualiteit, op basis van haar wetenschappelijke kennis. Voor Het Financieele Dagblad schrijft zij een maandelijkse expert pagina, en zij schrijft een blog over 'social climates' voor Psychology Today.
Haar wetenschappelijke werk omvat meer dan 200 tijdschriftartikelen, onder meer in Science, Proceedings of the National Academy of Sciences, Nature Human Behavior, Academy of Management Review, Psychological Review, Annual Review of Psychology, Journal of Personality and Social Psychology.
Enkele kenmerkende publicaties zijn:
| jaar | titel | (mede-)auteurs | Uitgever/Tijdschrift                              | ISBN/doi                       | Notitie                                                     |
| ---- | --- | --- | ------------------------------------------------- | ------------------------------ | ----------------------------------------------------------- |
| 2023 | International Handbook of the Psychology of Morality | Ellemers, N., Pagliaro, S., & Van Nunspeet, F. | Routledge                                         |                                |                                                             |
| 2023 | The importance of morality for collective self-esteem and motivation to engage in socially responsible behavior at work among professionals in the finance industry          | Chopova, T., Ellemers, N. | Business Ethics, the Environment & Responsibility |                                |                                                             |
| 2022 | The moral organization: Key issues, analyses and solutions. | Ellemers, N., & De Gilder, D. | Cham: Springer publishers                         |                                |                                                             |
| 2021 | The social responsibility of organizations: Perceptions of organizational morality as a key mechanism explaining the relation between CSR activities and stakeholder support | Ellemers, N., Chopova, T. | Research in Organizational Behavior               | doi:10.1016/j.riob.2022.100156 |                                                             |
| 2021 | Don't tell me about my moral failures but motivate me to improve: Increasing effectiveness of outgroup criticism by criticizing one's competence                             | Rösler, I., Van Nunspeet, F., & Ellemers, N. | European Journal of Social Psychology             | doi:10.1002/ejsp.2764          |                                                             |
| 2020 | Categorization and identity as motivational principles in intergroup relations                                                                                               | Ellemers, N., & De Gilder, D. | Social Psychology: Handbook of Basic Principles   |                                | pp 452-472                                                  |
| 2020 | Navigating the social world: Toward an integrated framework for evaluating self induviduals and groups                                                                       | Abele, A. E., Ellemers, N., Fiske, S. T., Koch, A., Yzerbyt, V. | Psychological Review                              |                                |                                                             |
| 2020 | Adversarial alignment enables competing models to engage in cooperative theory-building, toward cumulative science                                                           | Ellemers, N., Fiske, S., Abele, A.E., Koch, A., & Yzerbyt, V. | Proceedings of the National Academies of Sciences |                                | 117, 7561-7567                                              |
| 2020 | Social evaluation: Comparing models across interpersonal, intragroup, intergroup, several-group, and many-group contexts Academic Press                                      | Koch, A., Yzerbyt, V., Abele, A., Ellemers, N., Fiske, S. | Advances in Experimental Social Psychology        |                                | p. 68                                                       |
| 2020 | Neuroscience and the social origins of (im)moral behavior: How neural underpinnings of social categorization and conformity affect every day (im)moral behavior              | Ellemers, N., & Van Nunspeet, F. | Current Directions in Psychological Science       |                                | 29, 513-520                                                 |
| 2020 | Science as collaborative knowledge generation | Ellemers, N. | British Journal of Social Psychology              | doi:10.1111/bjso.12430         | Landmark article, nr. 60, p. 1-28                           |
| 2020 | Using social and behavioural science to support COVID-19 pandemic response                                                                                                   | Van Bavel, J. J., Baicker, K., Boggio, P. S., Capraro, V., Cichocka, A., Cikara, M., Crockett, M. J., Crum, A. J., Douglas, K. M., Druckman, J. N. Drury, J., Dube, O., Ellemers, N., Finkel, E. J., Fowler, J. H., Gelfand, M., Han, S., Haslam, S. A., Jetten, J., Kitayama, S., Mobbs, D., Napper, L. E., Packer, D. J., Pennycook, G., Peters, E., Petty, R. E., Rand, D. G., Reicher, S. D., Schnall, S., Shariff, A., Skitka, L. J., Smith, S. S., Sunstein, C. R., Tabri, N., Tucker, J. A., van der Linden, S., Van Lange, P. A. M., Weeden, K. A., Wohl, M. J. A., Zaki, J., Zion, S. & Willer, R. | Nature Human Behavior                             | doi:10.1038/s41562-020-0884-z  | nr. 4, p. 460-471                                           |
| 2019 | The psychology of morality: A review and analysis of empirical studies published from 1940 through 2017                                                                      | Ellemers, N., Van der Toorn, J., Paunov, Y., & Van Leeuwen, T | Personality and Social Psychology Review          |                                | 23, 332-366                                                 |
| 2018 | Morality and social identity | Ellemers, N. | The Oxford Handbook of the Human Essence          |                                | pp. 147-158                                                 |
| 2018 | Gender stereotypes | Ellemers, N. | Annual Review of Psychology                       |                                | nr. 69, p. 275-298.                                         |
| 2017 | Morality and the regulation of social behavior: Groups as moral anchors. | Ellemers, N. | Milton Park, UK: Routledge / Taylor & Francis     | ISBN 978-1138958166            |                                                             |
| 2017 | Ethisch klimaat op het werk: Op zoek naar het nieuwe normaal | Ellemers, N. | Universiteit Utrecht                              |                                | Inaugurele rede                                             |
| 2013 | Neuroscience of prejudice and intergroup relations | Ellemers, N. | Psychology Press, New York                        | ISBN 978-1-84872-641-3         | Edited by Belle Derks, Daan Scheepers, and Naomi Ellemers   |
| 2012 | Je werkt anders dan je denkt | Ellemers, N., & De Gilder, D. | Business Contact                                  | ISBN 978-9047004516            |                                                             |
| 2000 | Betrokkenheid bij het werk. Een kwestie van verstand of gevoel? | Ellemers, N. | Universiteit Leiden                               |                                | Inaugurele rede                                             |
| 1999 | Social identity. Context, commitment, content | | Blackwell, Oxford                                 | ISBN 0-631-20691-4             | Edited by Naomi Ellemers, Russell Spears and Bertjan Doosje |
| 1991 | Identity management strategies. The influence of socio-structural variables on strategies of individual mobility and social change                                           | Ellemers, N. | Rijksuniversiteit Groningen                       |                                | Proefschrift                                                |